# Société française d'ophtalmologie
La Société française d'ophtalmologie est une association d'ophtalmologues avec une majorité francophone. 

## Histoire
Elle a été fondée le 29 janvier 1883 par Paul Chibret, réunissant 42 ophtalmologistes de France, de Suisse, de Belgique, et d'Espagne. Son président de 1895 à 1897 est Félix Despagnet. Elle a été reconnue d'utilité publique le 13 juillet 1927. En 1890, elle décide d'élaborer un rapport annuel dont le premier fut celui de Terson sur « Le traitement des affections lacrymales ».
De 1933 à 1985, elle publie des Bulletins et Mémoires.
Dès 1986, elle publie de la revue Ophtalmologie. 
En 1998, elle est devenue la plus importante société francophone internationale d'ophtalmologie regroupant 6 673 membres dont 4 280 membres français et 2 393 membres étrangers.

## But et moyens de l'association
Elle a pour but l’étude de toutes questions ayant trait à l’appareil visuel et aux maladies des yeux. 
Les moyens d’action de l’association sont de quatre ordres.
1. La réunion des membres de l’association en un congrès annuel où sont exclusivement discutées des questions scientifiques. Ce congrès a lieu à Paris, sauf décision contraire de l’assemblée générale désignant une autre ville.
2. Les  publications : le rapport scientifique annuel et les travaux du congrès.
3. D’une manière générale, tous modes de diffusion (verbalement, par l’image ou par l’écrit) des travaux de l’association ou de ses membres, ainsi que de tous travaux dont l’association jugera opportune la divulgation, suivant les moyens appropriés tels que publications, conférences, cours et démonstrations dans les hôpitaux, laboratoires et instituts scientifiques.
4. La Bibliothèque à savoir son « centre de documentation ophtalmologique ».

## Présidents
- Jacques Flament : 1998
- Jean-Paul Adenis : 1999 – 2001
- Jean-Louis Arne : 2002 – 2004
- Alain Ducasse : 2005
- Joseph Colin : 2006 – 2008
- Béatrice Cochener : 2009 – 2011
- Philippe Denis : 2012 – 2013
- Jean-François Korobelnik : 2014 – 2015
- Catherine Creuzot-Garcher : 2016
- Pierre-Jean Pisella : 2017 – 2018
- Laurent Kodjikian : 2019 – 2020
- Claude Speeg-Schatz : 2021